# Јакубовани (Сабинов)
Јакубовани (слч. Jakubovany) насељено је мјесто са административним статусом сеоске општине (слч. obec) у округу Сабинов, у Прешовском крају, Словачка Република.

## Становништво
| Година:    | 1994. | 2004.   | 2014.   | 2024.   |
| ---------- | ----- | ------- | ------- | ------- |
| Број људи: | 860   | 928     | 954     | 959     |
| Разлика:   |       | +7,90 % | +2,80 % | +0,52 % |

| Година:    | 2023. | 2024.   |
| ---------- | ----- | ------- |
| Број људи: | 960   | 959     |
| Разлика:   |       | -0,10 % |

Према подацима о броју становника из 2011. године насеље је имало 937 становника.